# Чакрам
Чакрам (деванагари: चक्रम) е метателно оръжие, използвано от древните индийци. Представлява плосък метален пръстен с остър външен ръб и диаметър между 15 и 30 сантиметра.
Името произлиза от санскрит и означава „колело“ или „кръг“. Най-ранните източници, споменаващи оръжието са староиндийските епоси Рамаяна и Махабхарата, където оръжието на бог Вишну е именован чакрам. Използвано е и от индийските армии, предимно от сикхите.
Оръжието има ефективен обсег от 40 до 50 метра, а заради аеродинамичната си форма (подобна на самолетно крило) не се отклонява лесно от вятъра.

## В популярната култура
- Едно от емблематичните оръжия на главната героиня в телевизионния сериал „Зина - принцесата воин“ е чакрам. (В българския превод е наричан неправилно „шурикен“.)